# Терапевтический ангиогенез
Терапевтический ангиогенез (называемый также биологическим шунтированием) — тактика стимуляции образования новых кровеносных сосудов для лечения или профилактики патологических состояний, характеризующихся снижением этой функции.

## Область применения
Потребность в терапевтическом ангиогенезе сосредоточена в области дистальных форм хронической ишемии нижних конечностей (ХИНК), ишемической болезни сердца, инфаркте миокарда, при которых хирургические методы лечения либо невыполнимы, либо недостаточно эффективны, сопряжены с высокой частотой противопоказаний и осложнений .

## История терапевтического ангиогенеза
Концепция терапевтического ангиогенеза начала развиваться после работ J.Folkman, который разработал теорию о развитии и поддержании адекватного кровоснабжения с помощью ангиогенных факторов роста в опухолевых тканях.

После выявления факторов роста кровеносных сосудов исследователи стали проверять гипотезы по стимулированию ангиогенеза в терапии ишемических состояний. Впервые в клинической практике терапевтический ангиогенез применил J.Isner. В 1994 году 71-летней пациентке в тяжелом состоянии с критической ишемией нижних конечностей (КИНК), IV степень ишемии по классификации А. В. Покровского-Фонтейна, был введен ген VEGF-165 в плазмидном векторе.

Следующим исследователем-клиницистом была I. Baumgartner, которая провела ряд исследований у пациентов с КИНК, описала и классифицировала возможные побочные явления.

## Механизм терапевтического ангиогенеза
Условно выделяют два процесса, лежащие в основе терапевтического ангиогенеза: ангиогенез и васкулогенез.

Васкулогенез представляет собой процесс формирования кровеносных сосудов из эндотелиальных клеток-предшественников (endothelial progenitor cells, EPCs — клетки) in situ, которые мигрируют и сливаются с другими эндотелиальными клетками-предшественниками в капилляры и дифференцируются в клетки эндотелия, формируя новые сосуды. Данная форма наиболее распространена в эмбриональный период.

Ангиогенез включает в себя продление уже сформированных сосудов и представляет собой процесс прорастания новых капилляров, включающий активацию эндотелиальных клеток, деградацию межклеточного матрикса, пролиферацию и миграцию эндотелиоцитов и образование первичных высокопроницаемых сосудистых структур. В последующем происходит стабилизация и «взросление» первичных сосудистых структур за счет привлечения клеток другого типа: перицитов и гладкомышечных клеток, в результате чего происходит организация сложной трехмерной сосудистой сети.

Основным стимулирующим фактором ангиогенеза при физиологических и патологических состояниях является недостаток кислорода. Гипоксия стимулирует образование большинства ангиогенных факторов, и, прежде всего, основного регулятора ангиогенеза как в эмбриональном, так и в постнатальном периоде развития организма — фактора роста эндотелия сосудов (Vascular endothelial growth factor, VEGF) и его рецепторов (VEGF-R). Выделено более 20 факторов, стимулирующих или подавляющих процесс ангиогенеза (таблица 1). Некоторые факторы, в зависимости от дозы, могут быть как индукторами ангиогенеза, так и ингибиторами. В настоящее время термин «терапевтический ангиогенез» подразумевает оба, выше описанных процесса роста новых кровеносных сосудов.
Таблица 1 — «Индукторы и ингибиторы ангиогенеза»
| Индукторы ангиогенеза | Ингибиторы ангиогенеза |
| --- | --- |
| Фактор роста эндотелия сосудов (VEGF) Фактор роста фибробластов (FGF) Фактор роста гепатоцитов (HGF) Ангиопоэтин (Ang) Трансформирующий ростовой фактор альфа и бета Фактор некроза опухоли альфа Тромбоцитарный фактор роста Интерлейкин-8 Ангиогенин Пролиферин Лептин Моноцитарный хемотаксический протеин (MCP-1) Фактор, индуцируемый гипоксией — 1 альфа (HIF-1 alpha) Калликреин тканевой Гранулоцитарный колониестимулирующий фактор Фоллистатин Плейотрофин | Эндостатин Вазостатин Ангиостатин Канстатин Тумстатин Растворимая форма рецепторов VEGF Тромбоцитарный фактор 4 Ингибитор матриксных металлопротеиназ Низкомолекулярный пролактин (масса — 16 кДа) Тромбоспондин-1 Трансформирующий ростовой фактор альфа Интерферон альфа/бета Фактор некроза опухоли альфа Интерлейкин-12 Интердейкин-18 Арестин Рестин Маспин |

## Клинические методы терапевтического ангиогенеза
Для процесса терапевтического ангиогенеза используются различные терапевтические подходы:
- введение рекомбинантных белков — индукторов ангиогенеза (факторов роста);
- использование клеточной терапии;
- введение генных конструкций, кодирующих факторы.

## Введение рекомбинантных белков — индукторов ангиогенеза
Зная детально физиологические эффекты фактора роста эндотелия сосудов и имея положительный опыт применения белковых факторов стимуляторов гемопоэза, ученые синтезировали белковые молекулы фактора роста эндотелия сосудов и основного фактора роста фибробластов (bFGF).

Первые неконтролируемые клинические исследования у больных ИБС и больных с критической ишемией нижних конечностей (КИНК), в которых использовали рекомбинантные белки, показали обнадеживающие предварительные результаты по эффективности. Однако данные двойных слепых плацебо-контролируемых исследований оказались менее оптимистичными. В двух больших исследованиях, в которых тестировали внутрикоронарное введение рекомбинантных факторов роста (VEGF в исследовании VIVA у 178 больных ИБС, не являющихся оптимальными кандидатами для хирургической или эндоваскулярной реваскуляризации; FGF-2 в исследовании FIRST у 337 аналогичных больных) не удалось обнаружить различий с результатами в группах плацебо.

В исследовании TRAFFIC (FGF-2 двукратно вводили в бедренную артерию больным с КИНК), в котором более выраженное увеличение времени безболевой ходьбы у получавших FGF-2 в первые 3 мес. нивелировалось через 6 мес. за счет увеличения времени безболевой ходьбы в группе получавших плацебо. Тем не менее, результаты этого исследования вселили некоторый оптимизм относительно возможности использования рекомбинантного FGF-2 при КИНК.

Возможно, неудачи контролируемых исследований по терапевтическому ангиогенезу с помощью рекомбинантных факторов роста были обусловлены неправильно выбранным способом введения фактора. Рекомбинантные белки имеют короткий период полужизни в кровотоке, к тому же показано, что при внутрисосудистом способе введения очень небольшая часть белка задерживается в миокарде(0,1 % при внутривенном введении и 5 % при внутрикоронарном). Для эффективного использования рекомбинантных факторов роста необходимо их локальное введение в миокард или скелетные мышцы в виде комплексов с матриксными белками, обеспечивающими длительное локальное высвобождение фактора.

## Использование клеточной терапии

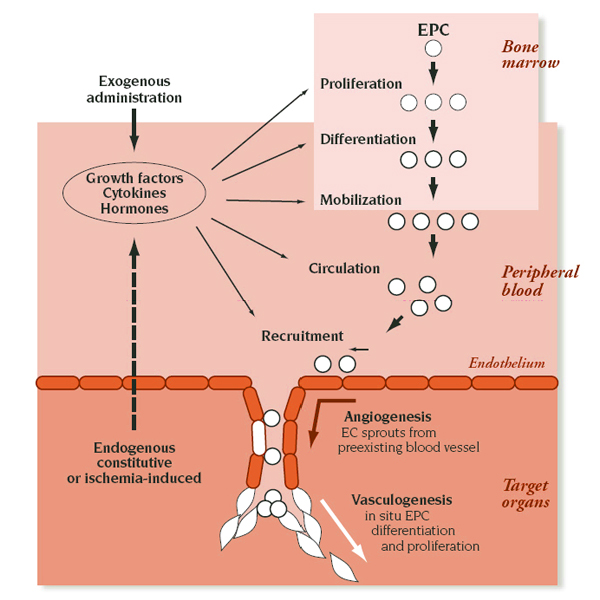
Рисунок 1.
Неоваскуляризация: ангиогенез и васкулогенез. Isner J., Vale P., Losordo D. and el. Angiogenesis and cardiovascular disease. Dialogues in cardiovascular medicine. 2001; 3: 145—170.

Формирование новых сосудов в настоящее время рассматривается как два взаимосвязанных процесса — ангиогенез и васкулогенез. Васкулогенез включает в себя участие костномозговых предшественников эндотелиальных клеток (EPCs — endothelial progenitor cells), которые перемещаются к месту образования нового сосуда, где уже на месте дифференцируются в эндотелиальные клетки. Наиболее хорошо изученным методом клеточной терапии ишемических заболеваний конечностей является стимуляция выхода в кровеносное русло EPCs клеток, выделение их из кровеносного русла и введение в область ишемии. На основании анализа проведенных доклинических и ряда клинических исследований можно сделать заключение, что введение предшественников эндотелиоцитов или стимуляция выхода предшественников эндотелиальных клеток ускоряет формирование коллатеральных сосудов, минимизируя при этом зону ишемического повреждения. Однако процесс требует наличия специально оснащенной лаборатории, а количество получаемых клеток обычно варьируется.

Механизм ангиогенного действия стволовых клеток (СК), полученных из взрослого организма, включает предположительно паракринные эффекты, связанные с секреторной активностью клеток и дифференцировку их в специфические клетки сосудов, а также слияние с клетками тканей. Удельный вес каждого из этих механизмов до конца не определен и экспериментальные данные довольно противоречивы. Однако в значительной степени стимуляция неоваскуляризации при введении СК осуществляется за счет их секреторной активности. Это подтверждается тем фактом, что увеличение количества сосудов в миокарде экспериментальных животных отмечалось при введении практически всех типов клеток, используемых для клеточной терапии: гематопоэтических и мезенхимальных клеток костного мозга, предшественников ЭК (циркулирующих и костно-мозговых), клеток, полученных из пуповинной крови и даже скелетных миобластов.

## Введение генных конструкций, кодирующих факторы роста
Альтернативой терапии рекомбинантными белками может быть генная терапия. Преобладают два типа векторных систем, которые применяются для доставки терапевтического гена в область ишемии: плазмиды и рекомбинантные аденовирусы.

В отличие от рекомбинантных белков генетические конструкции работают в ткани-мишени от одной до нескольких недель и обеспечивают менее резкое и более длительное повышение содержания ангиогенного фактора, что позволяет избежать частых и многократных инъекций, что, в свою очередь, позволяет избежать сенсибилизации организма. В доклинических исследованиях на животных использование ДНК-плазмид продемонстрировало экспрессию генов продолжительностью от нескольких дней до нескольких месяцев с довольно низкой вероятностью дальнейшей передачи. Данный срок считается сравнительно коротким по сравнению с вирусными векторами, что является фактором безопасности препарата на основе плазмидного вектора. Плазмиды разрушаются внеклеточно, а также внутриклеточно нуклеазами, что обеспечивает локализацию и ограничение процесса во времени. Во время большого числа геннотерапевтических исследований для стимуляции ангиогенеза использовались преимущественно местные введения для достижения максимальной безопасности и эффективности.

Использование аденовирусных векторов отличается высокой эффективностью переноса генного материала. Но необходимо учесть, что в организме человека часто присутствуют аденовирусные антитела, снижающие эффективность передачи до уровня в 5 % — уровня, сравнимого тем, который характерен для невирусного переноса генов. Также вирусный перенос генов требует специальных мер биобезопасности, что не является необходимым для невирусных векторов — переносчиков генов. Вопросы безопасности также отражаются в повышенной частоте неблагоприятных явлений в клинических исследованиях с аденовирусными векторами: преходящая лихорадка, повышение С-реактивного белка, ферментов печени и титров аденовирусных антител.

Реализация информации, заключенной в плазмиде или рекомбинантном вирусе происходит в результате синтеза белка. Синтез протекает традиционным путём (транскрипция, трансляция). Образование ангиогенного фактора роста вызывает ряд физиологических изменений, приводящих к росту нового сосуда. В процессе ангиогенеза участвует большое число ангиогенных факторов, но наиболее активным проангиогенным цитокином является фактор роста эндотелия сосудов (VEGF), который также является наиболее изученным как в доклинических, так и в клинических исследованиях.

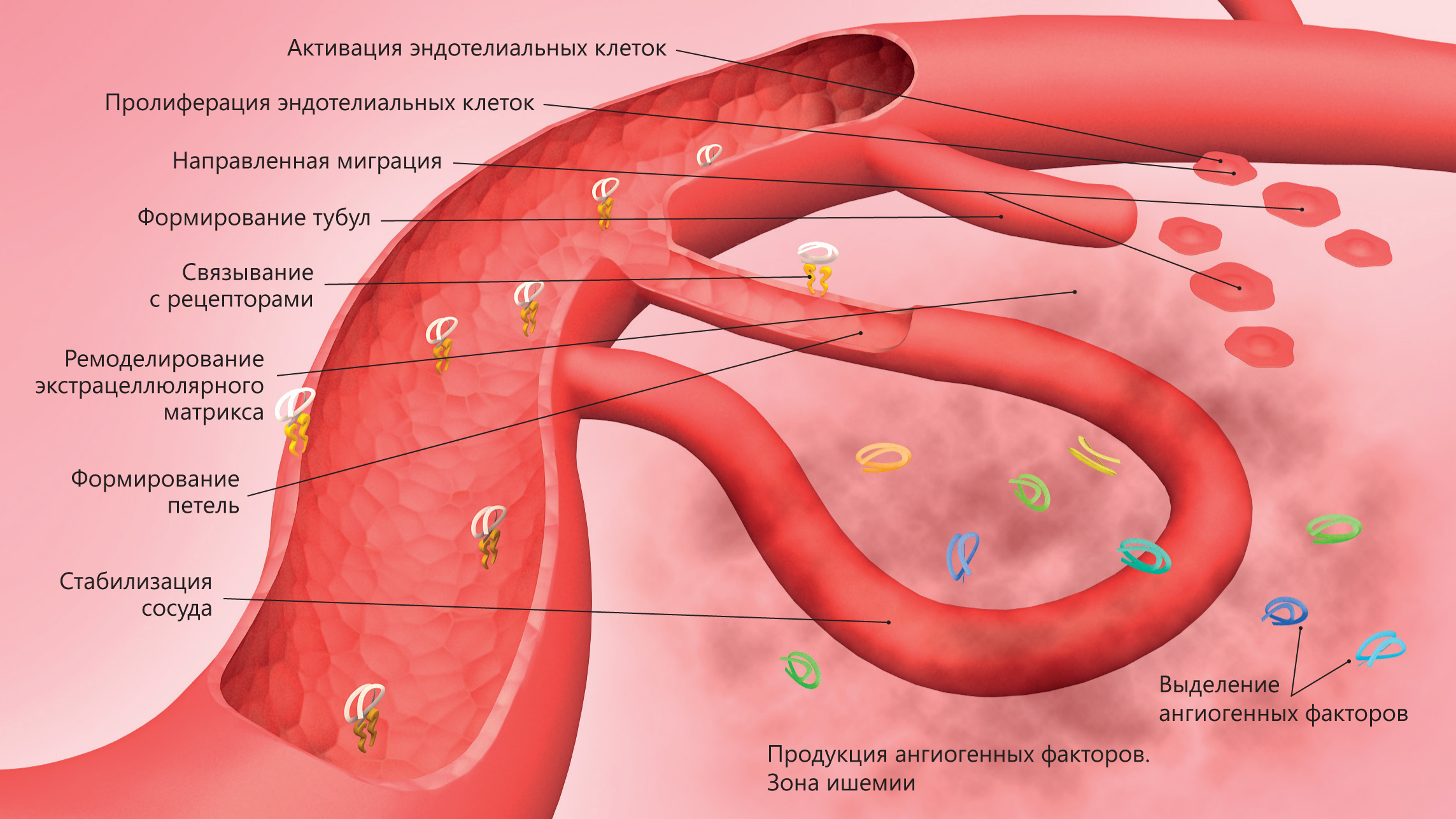
Рисунок 2. Этапы ангиогенеза

Процесс роста сосудов с его участием можно описать в следующей последовательности:
1. Связывание VEGF с рецепторами на поверхности эндотелиальных клеток в существующих сосудах.
2. Активация эндотелиоцитов за счет из изменения конфигурации рецепторов VEGF.
3. Выделение активированными эндотелиальными клеткам протеолитических ферментов, которые растворяют базальную мембрану окружающую материнские сосуды.
4. Растворение матриксного вещества с помощью матриксных металлопротеаз.
5. Пролиферация и миграция эндотелиальных клеток через базальную мембрану в зону ишемии с использованием на клеточной поверхности молекул адгезии.
6. Связывание эндотелиоцитов друг с другом и образование трубчатых структур.
7. Образование сосудистых петель.
8. Дифференцировка сосудистых петель в артериальные и венозные сосуды.
9. Созревание новых кровеносных сосудов путём присоединения пристеночно других типов клеток (гладкомышечных, перицитов), и стабилизация сосудистой архитектуры.
10. Начало тока крови в зрелом стабильном сосуде.

## Ангиогенная модификация материалов (витализация)
Отсутствие сосудистого русла в помещаемых имплантатах, а также недостаточно быстрое его развитие и объединение с сетью сосудов рецепиентной области является одной из самых важных проблем, связанных с «отказом» имплантата «работать». Решение проблемы васкуляризации искусственных имплантатов развивается двумя путями: 1 – создание условий для активной васкуляризации после имплантации при помощи различных биоинженерных конструкций (использование факторов роста, стволовых клеток); 2 – создание сосудистой сети до имплантации в организм in vitro.
Геннотерапевтические препараты на основе плазмид, кодирующих факторы роста эндотелия сосудов, используются для ангиогенной модификации (витализации) синтетических волокнистых материалов. Такие модифицированные ген-активированные материалы применяются для создания васкуляризированных матриксов биоинженерных органов и тканей.

## Генные препараты для терапевтического ангиогенеза
При запросе публикаций в базе данных связанных с терапевтическим ангиогенезом и факторами роста получена статистика:
| Тип запроса                   | Количество цитируемых результатов |
| ----------------------------- | --------------------------------- |
| Therapeutic angiogenesis VEGF | 7 962                             |
| Therapeutic angiogenesis FGF  | 406                               |
| Therapeutic angiogenesis HGF  | 278                               |

В клиническом изучении преобладают геннотерапевтические конструкции, несущие ген VEGF. В таблице № 2 отражены крупные проведенные и проводимые исследования с данными прототипами препаратов.
Таблица 2. Клинические исследования геннотерапевтических конструкций с геном VEGF

| Ген                                     | Заболевание                                        | Вектор                                         | Путь введения                                                                             | Результат | Наименование исследования | Литературный источник                          |
| --------------------------------------- | -------------------------------------------------- | ---------------------------------------------- | ----------------------------------------------------------------------------------------- | --- | ------------------------- | ---------------------------------------------- |
| VEGF-A165                               | ХИНК (вкл. КИНК)                                   | ДНК-плазмида                                   | Внутримышечно                                                                             | Улучшение перфузии |                           | 18                                             |
| VEGF-A165                               | ИБС                                                | ДНК-плазмида                                   | Интрамиокардиально через миниторакотамию                                                  | Улучшение перфузии |                           | 19-23                                          |
| VEGF-A165                               | ИБС                                                | ДНК-плазмида                                   | Введение в полость сердца при помощи катетера                                             | Улучшение перфузии |                           | 24                                             |
| VEGF-A165                               | ИБС                                                | ДНК-плазмида                                   | Введение в полость сердца при помощи катетера                                             | Нет отличия от плацебо | EUROINJECT-ONE            | 25,26                                          |
| VEGF-A165                               | ИБС                                                | ДНК-плазмида                                   | Введение в полость сердца при помощи катетера                                             | Нет отличия от плацебо | NORTHERN                  | 27                                             |
| VEGF-A165                               | ИБС                                                | ДНК-плазмида                                   | Интрамиокардиально                                                                        | Улучшение перфузии и работы сердца | GENESIS I                 | 28                                             |
| VEGF-A165                               | ХИНК (вкл. КИНК)                                   | ДНК-плазмида                                   | Внутримышечно                                                                             | Неудача по основному и конечному показателю (ампутация). Клиническое улучшение показателей.                                              |                           | 29                                             |
| VEGF-A165/ /FGF-2                       | ИБС                                                | ДНК-плазмида                                   | Введение в полость сердца при помощи катетера                                             | Нет улучшения перфузии; незначительная клиническая эффективность                                                                         | VIF-CAD                   | 30                                             |
| VEGF-A165                               | ХИНК (вкл. КИНК)                                   | ДНК-плазмида/липосома или аденовирусный вектор | Внутриартериально после чрескожной транслюминальной ангиопластики                         | Улучшение кровоснабжения в краткосрочном периоде, в 10-й срок наблюдения нет отличий в кол-ве ампутаций и других неблагоприятных событий |                           | 31                                             |
| VEGF-A165                               | ИБС                                                | ДНК-плазмида/липосома или аденовирусный вектор | Внутриартериально после чрескожного коронарного вмешательства                             | Улучшение перфузии в краткосрочном периоде; в 8-й срок наблюдения нет отличий в кол-ве смертей и других неблагоприятных событий          | KAT                       | 32                                             |
| VEGF-A121                               | ХИНК (вкл. КИНК)                                   | Аденовирусный вектор                           | Внутримышечно                                                                             | Нет эффекта | RAVE                      | 33                                             |
| VEGF-A121                               | ИБС                                                | Аденовирусный вектор                           | Интрамиокардиально во время аорто-коронарного шунтирования или при помощи миниторокатомии | Перфузия без улучшений; клиническое улучшение                                                                                            | REVASC                    | 34,35                                          |
| VEGF-A121                               | ИБС                                                | Аденовирусный вектор                           | Введение в полость сердца при помощи катетера                                             | Прекращены досрочно - неэффективны | NOVA                      | 36                                             |
| VEGF-D                                  | ИБС                                                | Аденовирусный вектор                           | Введение в полость сердца при помощи катетера                                             | | KAT301                    | http://clinicaltrials.gov/show/NCT01002430     |
| VEGF-D                                  | Артерио-венозный доступ у пациентов на гемодиализе | Аденовирусный вектор                           | Вектор вводится в коллагеновую петлю                                                      | Отменены | AdV-VANTAGE               | http://clinicaltrials.gov/ct2/show/NCT00895479 |
| Цинк-фингерный протеин, промотер VEGF-A | ХИНК (вкл. КИНК)                                   | ДНК-плазмида                                   | Внутримышечно                                                                             | |                           | http://clinicaltrials.gov/ct2/show/NCT00080392 |
| Цинк-фингерный протеин, промотер VEGF-A | Боковой амиотрофический склероз                    | ДНК-плазмида                                   | Внутримышечно                                                                             | |                           | http://clinicaltrials.gov/ct2/show/NCT00748501 |
| Цинк-фингерный протеин, промотер VEGF-A | Диабетическая полинейропатия                       | ДНК-плазмида                                   | Внутримышечно                                                                             | |                           | http://clinicaltrials.gov/ct2/show/NCT01079325 |
| VEGF-A165                               | Диабетическая полинейропатия                       | ДНК-плазмида                                   | Внутримышечно                                                                             | Симптоматическое улучшение |                           | 37                                             |

Аббревиатуры: ИБС — ишемическая болезнь сердца; ХИНК — хроническая ишемия нижних конечностей; КИНК — критическая ишемия нижних конечностей
Первый и единственный геннотерапевтический препарат для терапевтического ангиогенеза был зарегистрирован в России в 2011 году (дата РУ −28.09.2011 года). Препарат представляет собой плазмидную сверхскрученную Дезоксирибонуклеиновую кислоту pCMV-VEGF165, кодирующую человеческий фактор роста эндотелия сосудов. Показания для применения препарата: в комплексной терапии для реваскуляризации при ишемии нижних конечностей атеросклеротического генеза (IIa-III степени по А. В. Покровскому-Фонтейну).

На рынок препарат вышел под торговым наименованием «Неоваскулген». Он вводится местно, внутримышечно, максимально близко к ишемизированному участку и стимулирует развитие коллатерального кровообращения. [2, 38, 39]

По результатам клинических исследований российского препарата можно отметить следующие клинические особенности терапевтического ангиогенеза:
1. Применение препарата в комплексном консервативном лечении приводит к стойкому клиническому улучшению (сохранение эффекта в течение 3 мес., 6 мес., 1 года, 2 лет), которое выражается в увеличении дистанции безболевой ходьбы, увеличению показателя лодыжечно-плечевого индекса и транскутанного напряжения кислорода[17].
2. Показатель «количество больших ампутаций, смерть» у пациентов при III степени ишемии по классификации А. В. Покровского-Фонтейна равен 6 % [2].
3. Выраженный клинический эффект при различных степенях тяжести ишемии нижних конечностей по классификации А. В. Покровского-Фонтейна (IIа, IIб, III) [38].

Таблица 3. Результаты применения препарата на основе нуклеиновой кислоты («Неоваскулген»), кодирующей VEGF в комплексной консервативной терапии.
| Показатель       | Исходные показатели | 90 суток (n=44)     | 90 суток (n=44) | 1 год (n=39)        | 1 год (n=39)  | 2 года (n=19)       | 2 года (n=19) |
| Показатель       | Исходные показатели | Абсолютная величина | Тенденция (%)   | Абсолютная величина | Тенденция (%) | Абсолютная величина | Тенденция (%) |
| ДБХ (м)          | 125±17,6            | 302±223*            | ↑140,4          | 551±432*            | ↑338,7        | 826,3±654*          | ↑560,8        |
| ЛПИ              | 0,54±0,16           | 0,62±0,14           | ↑15             | 0,65±0,15*          | ↑20,4         | 0,54±0,2*           |               |
| TcPO2 мм рт. ст. | 63±19               | 76±7*               | ↑21             | 77,6±6*             | ↑23,2         | 88,2±9*             | ↑40           |

*статистически значимые различия по сравнению с исходными показателями (p≤0,05, непараметрический метод критерий Вилкоксона).

При оценке динамики показателей с учетом исходной степени ишемии было установлено, что для всех групп пациентов (IIA, IIБ, III ст. ишемии) характерная стойкая положительная динамика. Так, дистанция безболевой ходьбы увеличивалась в большей степени при средней и тяжелой ишемии, о чём свидетельствовал прирост к 90 сут. на 160 % и 173 % при IIБ и III ст. ишемии соответственно. Весьма существенным представляется тот факт, что ЛПИ у самой тяжелой группы пациентов увеличился более чем на 0,1 с уровня 0,33±0,08 до 0,46±0,07 через 90 сут. и до 0,48±0,1 через год. Та же тенденция наблюдалась и по показателю TcPO2 — у более тяжелых пациентов отмечен более выраженный ответ на терапию (прирост 35,2 % через 90 сут. и 32,5 % через год).
Таблица 4. Результаты применения препарата на основе нуклеиновой кислоты («Неоваскулген»), кодирующей VEGF в комплексной консервативной терапии.
| Срок наблюдения     | Срок наблюдения     | ДБХ, м            | ДБХ, м               | ДБХ, м           | ЛПИ              | ЛПИ              | ЛПИ               | ТсРО2 мм. рт. ст. | ТсРО2 мм. рт. ст. | ТсРО2 мм. рт. ст. |
| Срок наблюдения     | Срок наблюдения     | 2а                | 2б                   | 3                | 2а               | 2б               | 3                 | 2а                | 2б                | 3                 |
| Исходные показатели | Абсолютная величина | 293,5±132 (n=7)   | 107,85±2,2 (n=24)    | 48,35±2,7 (n=13) | 0,83±0,05 (n=7)  | 0,58±0,09 (n=24) | 0,33±0,08 (n=13)  | 77,3±6,3 (n=3)    | 72,8±4,8 (n=24)   | 54±16 (n=13)      |
| 90 суток            | Абсолютная величина | 708±492* (n=7)    | 280,3±136,5* (n=24)  | 132±58,5* (n=13) | 0,86±0,03 (n=7)  | 0,63±0,1 (n=24)  | 0,46±0,07* (n=13) | 82,7±6,2 (n=3)    | 83±3* (n=24)      | 73±11* (n=13)     |
| 90 суток            | Тенденция, %        | ↑141,2            | ↑160                 | ↑173             | ↑3,6             | ↑8,6             | ↑39,4             | ↑6,9              | ↑14               | ↑35,2             |
| 1 год               | Абсолютная величина | 1195,5±585* (n=7) | 367,35±285,9*' n=23) | 215±152* (n=9)   | 0,86±0,13* (n=7) | 0,65±0,16 (n=23) | 0,48±0,1* (n=9)   | 83,1±5,9 (n=3)    | 84,74±5,2* (n=23) | 71,53±13* (n=9)   |
| 1 год               | Тенденция, %        | ↑307,3            | ↑243,3               | ↑344             | ↑3,6             | ↑12              | ↑45,5             | ↑7,5              | ↑16,4             | ↑32,5             |

*статистически значимые различия по сравнению с исходными показателями

'статистически значимые различия между 90 сут. и 1 годом (p≤0,05, непараметрический метод критерий Вилкоксона).